# Джери Хардин
Джери Хардин (на английски: Jerry Hardin) (роден на 20 ноември 1929 г.) е американски актьор с многобройни телевизионни и филмови появи. Една от най-разпознаваемите му роли е тази на Дълбокото гърло в сериала „Досиетата Х“. Играе различни роли в сериалите „Стар Трек: Следващото поколение“ и „Стар Трек: Вояджър“.
Дъщеря му е актрисата Мелора Хардин.